# Pöls-Oberkurzheim
Pöls-Oberkurzheim – gmina targowa w Austrii, w kraju związkowym Styria, w powiecie Murtal. Liczy 3046 mieszkańców (1 stycznia 2015).